# 3530 Гаммель
3530 Гаммель (3530 Hammel) — астероїд головного поясу, відкритий 2 березня 1981 року.
Тіссеранів параметр щодо Юпітера — 3,491.
Названий на честь американського астронома Гайді Гаммель.